# 20th Century Studios
20th Century Studios, Inc (được gọi tắt là 20th Century, hoặc 20th, trước đây gọi là Twentieth Century-Fox Film Corporation từ 1935 đến 1985 và Twentieth Century Fox Film Corporation từ 1985 đến 2020)  là một xưởng sản xuất phim của Mỹ có trụ sở chính tại Fox Studio Lot ở khu vực Century City của Los Angeles và là một công ty con của Walt Disney Studios, một bộ phận của Công ty Walt Disney. Walt Disney Studios Motion Pictures phân phối và tiếp thị các bộ phim được thực hiện dưới thương hiệu 20th Century Studios.
Trong hơn 80 năm- bắt đầu từ khi thành lập vào năm 1935 và kết thúc vào năm 2019 (khi hãng trở thành một phần của Walt Disney Studios), hãng là một trong những hãng phim lớn của "Big Six" của Mỹ thời bấy giờ. Trước đây có tên là Twentieth Century-Fox Film Corporation, nó được thành lập vào năm 1935 từ sự hợp nhất của Fox Film Corporation và 20th Century Pictures (trong khi thuộc sở hữu của TCF Holdings) là một trong Big Five ban đầu trong số tám công ty lớn của Thời kỳ Hoàng kim của Hollywood. Năm 1985, hãng phim được đổi tên thành Twentieth Century Fox Film Corporation (không có gạch nối) sau khi được News Corporation mua lại, công ty này đã bị tách ra và được thay thế bằng 20th Century Fox vào năm 2013, sau khi cắt bỏ tài sản xuất bản của mình. Việc Disney mua lại 20th Century Fox đã diễn ra vào ngày 20 tháng 3 năm 2019, bao gồm cả 20th Century Fox. Tên hiện tại của studio được thông qua vào ngày 17 tháng 1 năm 2020. Kể từ ngày 4 tháng 12 năm 2020, công ty đã sử dụng 20th Century Studios làm bản quyền cho 20th Century Studios và Searchlight Pictures, trong khi công ty đã sử dụng 20th Century Television, Inc. về bản quyền của các sản phẩm 20th Television và 20th Television Animation với tư cách là một công ty con của Disney.

## Lịch sử

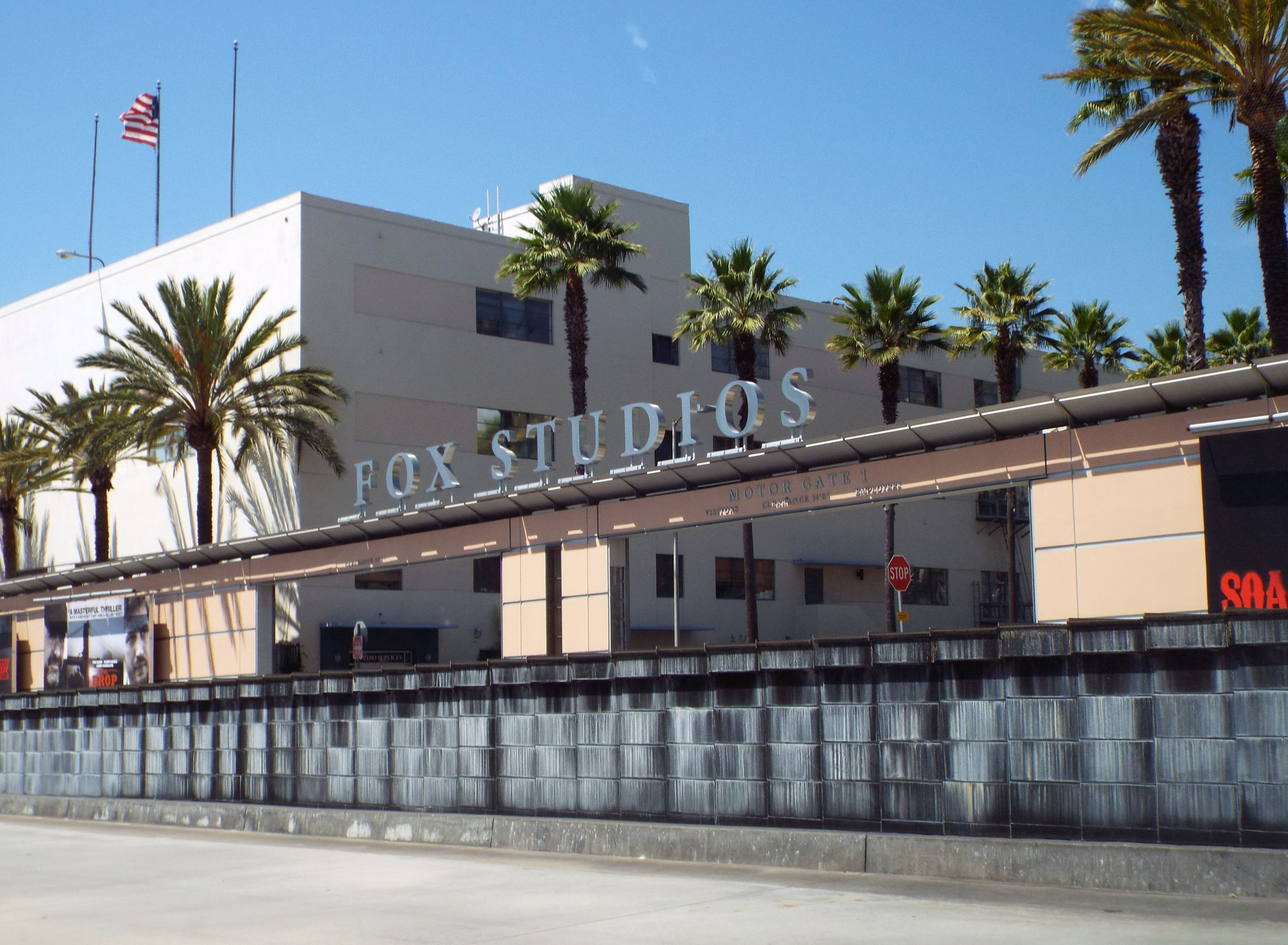
Xưởng phim của 20th Century

Twentieth Century Fox Film Corporation được thành lập ngày 31 tháng 5 năm 1935, là kết quả của sự hợp nhất Fox Film Corporation sáng lập bởi William Fox năm 1915, và Twentieth Century Pictures, ra đời năm 1933 bởi Darryl F. Zanuck, Joseph Schenck, Raymond Griffith và William Goetz. Từ 1934 đến 1985 gọi là Twentieth Century-Fox Film Corporation. Tháng 3 năm 2019 công ty Walt Disney, thâu tóm công ty mẹ 21st Century Fox sau thương vụ. Vào ngày 17 tháng 1 năm 2020, Disney đã đổi tên hãng phim thành 20th Century Studios, để tránh sự nhầm lẫn thương hiệu với Fox Corporation. Tương tự như các đơn vị phim khác của Disney, việc phân phối phim của 20th Century Studios hiện được Walt Disney Studios Motion Pictures xử lý, trong khi Searchlight Pictures (trước đây có tên là Fox Searchlight Pictures) vận hành đơn vị phân phối tự trị của riêng họ. Bộ phim đầu tiên dự kiến được Disney phát hành dưới biệt danh mới của hãng là The Call of the Wild. Vào tháng 1 năm 2020, chủ tịch sản xuất Emma Watts đã từ chức. Vào ngày 12 tháng 3 năm 2020, Steve Asbell được bổ nhiệm làm chủ tịch, sản xuất của 20th Century Studios, trong khi Vanessa Morrison, người được bổ nhiệm làm chủ tịch của hãng vào ngày 30 tháng 10 năm 2017, được chỉ định là chủ tịch Walt Disney Studios Motion Picture Production để giám sát việc phát triển và sản xuất  trực tiếp của Disney Live Action và 20th Century Studios cho Disney+. Philip Steuer hiện sẽ lãnh đạo sản xuất vật lý và hậu kỳ, cũng như VFX, với tư cách là chủ tịch sản xuất của Walt Disney Studios Motion Picture Production. Randi Hiller hiện sẽ dẫn đầu vai trò điều hành vp casting, giám sát cho cả Disney Live Action và 20th Century Studios. Steuer đã từng là giám đốc sản xuất  vật lý vp cho Walt Disney Studios từ năm 2015, và Hiller đã dẫn dắt việc tuyển chọn diễn viên cho Walt Disney Studios từ năm 2011. Cả hai sẽ báo cáo kép cho Asbell và Bailey.

## Danh sách phim
Những bộ phim nổi tiếng nhất dưới thời 20th Century Fox (20th Century Studios) gồm có Avatar, Titanic, Chiến tranh giữa các vì sao, Ở nhà một mình, Die Hard, Kỷ băng hà, Revenge of the Nerds, X-Men, Alien, Rio, Mr. Peabody & Sherman, Predator và Alien Vs Predator. Một số ngôi sao đã nổi lên từ Fox như Shirley Temple, Betty Grable và Marilyn Monroe.

### Các phim có doanh thu cao nhất
| Rank | Tên                                            | Năm  | Doanh thu    |
| ---- | ---------------------------------------------- | ---- | ------------ |
| 1    | Avatar ‡                                       | 2009 | $760,507,625 |
| 2    | Titanic ‡ 2                                    | 1997 | $658,672,302 |
| 3    | Star Wars: Episode I – The Phantom Menace ‡ 1  | 1999 | $474,544,677 |
| 4    | Star Wars‡ 3                                   | 1977 | $460,998,007 |
| 5    | Star Wars: Episode III – Revenge of the Sith 1 | 2005 | $380,270,577 |
| 6    | Deadpool                                       | 2016 | $363,070,709 |
| 7    | Star Wars: Episode II – Attack of the Clones 1 | 2002 | $310,676,740 |
| 8    | Return of the Jedi ‡ 1                         | 1983 | $309,306,177 |
| 9    | Independence Day                               | 1996 | $306,169,268 |
| 10   | The Empire Strikes Back ‡ 1                    | 1980 | $290,475,067 |
| 11   | Home Alone                                     | 1990 | $285,761,243 |
| 12   | Night at the Museum                            | 2006 | $250,863,268 |
| 13   | X-Men: The Last Stand                          | 2006 | $234,362,462 |
| 14   | X-Men: Days of Future Past                     | 2014 | $233,921,534 |
| 15   | Cast Away                                      | 2000 | $233,632,142 |
| 16   | The Martian                                    | 2015 | $228,433,663 |
| 17   | Logan                                          | 2017 | $226,277,068 |
| 18   | Alvin and the Chipmunks: The Squeakquel        | 2009 | $219,614,612 |
| 19   | Mrs. Doubtfire                                 | 1993 | $219,195,243 |
| 20   | Alvin and the Chipmunks                        | 2007 | $217,326,974 |
| 21   | X2: X-Men United                               | 2003 | $214,949,694 |
| 22   | Dawn of the Planet of the Apes                 | 2014 | $208,545,589 |
| 23   | Ice Age: Dawn of the Dinosaurs                 | 2009 | $196,573,705 |
| 24   | Ice Age: The Meltdown                          | 2006 | $195,330,621 |
| 25   | The Croods 4                                   | 2013 | $187,168,425 |

| Rank | Tên                                            | Năm  | Doanh thu      |
| ---- | ---------------------------------------------- | ---- | -------------- |
| 1    | Avatar ‡                                       | 2009 | $2,787,965,087 |
| 2    | Titanic ‡ 2                                    | 1997 | $2,186,772,302 |
| 3    | Star Wars: Episode I – The Phantom Menace ‡ 1  | 1999 | $1,027,044,677 |
| 4    | Ice Age: Dawn of the Dinosaurs                 | 2009 | $886,686,817   |
| 5    | Ice Age: Continental Drift                     | 2012 | $877,244,782   |
| 6    | Star Wars: Episode III – Revenge of the Sith 1 | 2005 | $848,754,768   |
| 7    | Independence Day                               | 1996 | $817,400,891   |
| 8    | Deadpool                                       | 2016 | $783,112,979   |
| 9    | Star Wars ‡ 3                                  | 1977 | $775,398,007   |
| 10   | X-Men: Days of Future Past                     | 2014 | $747,862,775   |
| 11   | Dawn of the Planet of the Apes                 | 2014 | $710,644,566   |
| 12   | Ice Age: The Meltdown ‡                        | 2006 | $660,940,780   |
| 13   | Star Wars: Episode II – Attack of the Clones 1 | 2002 | $649,398,328   |
| 14   | The Martian                                    | 2015 | $630,161,890   |
| 15   | How to Train Your Dragon 2 4                   | 2014 | $621,537,519   |
| 16   | Logan                                          | 2017 | $616,225,934   |
| 17   | Life of Pi                                     | 2012 | $609,016,565   |
| 18   | The Croods 4                                   | 2013 | $587,204,668   |
| 19   | Night at the Museum                            | 2006 | $574,480,841   |
| 20   | The Day After Tomorrow                         | 2004 | $544,272,402   |
| 21   | The Empire Strikes Back ‡ 1                    | 1980 | $547,969,004   |
| 22   | X-Men: Apocalypse                              | 2016 | $543,934,787   |
| 23   | The Revenant                                   | 2015 | $532,950,503   |
| 24   | The Simpsons Movie                             | 2007 | $527,071,022   |
| 25   | Kung Fu Panda 3 4                              | 2016 | $521,170,825   |

‡—Includes theatrical reissue(s).